# Jan Polanc
Jan Polanc (født 6. maj 1992 i Kranj) er en slovensk tidligere cykelrytter.
Hans største sejr i karrieren kom på 5. etape af Giro d'Italia 2015, en sejr som også var hans første som professionel cykelrytter. I 2017 vandt han 4. etape i samme løb.

## Meritter
2009
National Junior-mester på landevej
2010
National Junior-mester i enkeltstart
3. etape, Giro della Lunigiana
2012
National U23-mester i enkeltstart
Piccolo Giro di Lombardia
2013
Samlet og etapesejr, Giro della Regione Friuli Venezia
2. plads samlet, Slovenien Rundt
2015
5. etape, Giro d'Italia
2017
4. etape, Giro d'Italia
Slovensk mester i enkeltstart